# What?
"What?" to piosenka heavymetalowa stworzona na czwarty album studyjny amerykańskiego wokalisty Roba Zombie Hellbilly Deluxe 2 (2010). Wyprodukowany przez samego Zombie, utwór wydany został jako inauguracyjny singel promujący krążek dnia 6 października 2009 roku. Intro utworu stanowi fragment audio z horroru The Child (1977) w reżyserii Roberta Voskaniana; jest to w gruncie rzeczy dialog między bohaterami.

## Twórcy
- Wokale, tekst utworu, produkcja, kierownictwo artystyczne: Rob Zombie
- Gitara: John 5
- Gitara basowa, kierownictwo artystyczne: Piggy D.
- Bęben: Tommy Clufetos

## Pozycje na listach przebojów
| Kraj              | Notowanie (2009)       | Wydawca   | Najwyższa pozycja |
| ----------------- | ---------------------- | --------- | ----------------- |
| Stany Zjednoczone | Mainstream Rock Tracks | Billboard | 36                |

## Historia wydania
| Region            | Data                 | Format           | Wytwórnia          |
| ----------------- | -------------------- | ---------------- | ------------------ |
| Stany Zjednoczone | 6 października 2009  | airplay          | Roadrunner Records |
| Stany Zjednoczone | 13 października 2009 | digital download | Roadrunner Records |